# Roderic O’Gorman

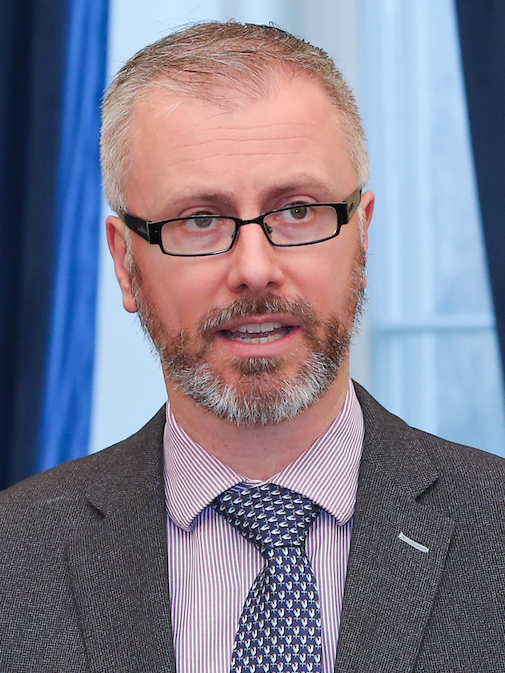
Roderic O’Gorman (2022)

Roderic O’Gorman (irisch Ruaidhrí Mac Gormáin; * 12. Dezember 1981 in Mulhuddart, Dublin) ist ein irischer Politiker der Green Party (GP). Seit Juni 2020 ist er in der Regierung Martin I und später in der Regierung Varadkar II Minister für Kinder und Jugend, Gleichstellung, Integration und Menschen mit Behinderungen.

## Leben
Roderic O’Gorman absolvierte ein Jurastudium am Trinity College Dublin und an der London School of Economics und promovierte am Trinity College zur Unionsbürgerschaft und zu den sozialen Grundrechten. 2011 begann er am Griffith College Dublin zu lehren. 
Mit dem Beginn der 2000er Jahre – schon während des Studiums – schloss er sich der Green Party an. Von 2011 bis 2019 war er deren Vorsitzender.
2014 wurde er in das Fingal County Council für Castleknock gewählt. Seine Versuche, bei den Wahlen 2007, 2011 und 2016 in den Dáil Éireann einzuziehen, scheiterten.
Schließlich glückte es ihm für den Wahlkreis Dublin West erstmals bei den Wahlen 2020 zum Mitglied (Teachta Dála) des Unterhauses des Parlaments (Oireachtas) zu werden. 
Am 27. Juni 2020 wurde Roderic O’Gorman als Minister für Kinder, Gleichstellung, Behinderung, Integration und Jugend (Minister for Children, Equality, Disability, Integration and Youth) in die Regierung Martin I berufen. Er übernahm das Amt von Katherine Zappone. Mit dem Wechsel der Regierung im Dezember 2022 blieb er mit seinem Posten im Kabinett Varadkar II.
Am 8. Juli 2024 wurde er als Nachfolger von Eamon Ryan zum Vorsitzenden der Green Party gewählt. 2025 wurde er wiedergewählt.

## Privates
Roderic O’Gorman ist seit 2023 mit Ray Healy verheiratet. O’Gorman machte seine Homosexualität frühzeitig öffentlich.